# Халканорас Идалиу
Халканорас Идалиу (греч. Χαλκάνορας Ιδαλίου) — кипрский футбольный клуб, базирующийся в муниципалитете Дали (район Никосия). Клуб был основан в 1948 году. Халканорас Идалиу провёл 2 сезона в главной футбольной лиге Кипра: в сезонах 1976/77 и 1977/78 годов.

## Достижения
- Второй дивизион Кипра по футболу
  - Победитель (1): 1976.

- Третий дивизион Кипра по футболу
  - Победитель (1): 2010.